# گروه پارلمانی همه احزاب (بریتانیا)
گروه پارلمانی همهٔ احزاب یا آپی‌پی‌جی IPPG، (به انگلیسی: All-Party Parliamentary Group APPG)، یک گروه‌بندی پارلمانی در پارلمان بریتانیا است که از گروهی سیاستمداران
از همهٔ احزاب سیاسی تشکیل شده‌است.
در پارلمان‌هایی که متشکل از هر دو مجلس سفلی، و مجلس علیا، باشند «گروه پارلمانی همهٔ احزاب آپی‌پی‌جی IPPG» معمولاً می‌تواند شامل اعضایی از هر دو مجلس باشد. در پارلمان بریتانیا، آپی‌پی‌جی‌ها اعضای مجلس عوام و مجلس اعیان هستند. دیدار اعضای آپی‌پی‌جی‌ها با هم، نسبتاً رسمی است، و برای بحث در مورد یک موضوع خاص مورد نظر ملاقات و گفتگو می‌کنند. آپی‌پی‌جی‌ها معمولاً یا بر اساس کشور، مثلاً آپی‌پی‌جی زیمبابوه، یا بر اساس موضوع، به عنوان مثال، آپی‌پی‌جیِ سرطان پستان تشکیل می‌شوند; موضوعاتی که بازتاب نگرانی نمایندگان مجلس را داشته است. انجام امور اداری آپی‌پی‌جی‌ها را به طور کلی افراد برگرفته از احزاب عمدهٔ سیاسی بر عهده‌دارند و تلاش برای جلوگیری از طرفداری از سیاست یک حزب سیاسی یا دیگری است. به ناچار، تمایل آنها در نهایت تمرکز بیشتر بر اولویت‌های حزب حاکم است، بحث در مورد تحولات جدید و دعوت از وزرای دولت در جلسات خود صحبت می‌کنند. آپی‌پی‌جی‌ها دارای جایگاه رسمی در مجلس برای قانونگذاری نیستند، اما وجود آنها روش موثری برای  گرد هم آوردن پارلمان و طرف‌های ذینفع است. در انگلستان و بسیاری از کشورهای دیگر، آپی‌پی‌جی‌ها باید در هر سال پارلمانی ثبت‌ نام کنند و باید یک نشست عمومی سالیانه نیز برگزار کنند  تا در آن رئیس و مقامات گروه پارلمانی انتخاب و معرفی شوند.
آپی‌پی‌جی‌ها  امکان مشارکت گروه‌های مبارز، موسسات خیریه و دیگر (ان‌اٌ‌جی‌ها NOGs) سازمان‌های غیر دولتی فعال در زمینهُ مربوطه برای شرکت در بحث‌ها و نهایتاً امکان تحت تأثیر قراردادن سیاستمداران را ایجاد یا فراهم می‌آورند. اغلب سازمان‌های خیریه یا سایر سازمان‌های مربوطه یک هیئت دبیران برای آپی‌پی‌جی را برای تدارک جلسات و پیگیری اعضای آن فراهم می‌کنند. به عنوان مثال، در حالی که آپی‌پی‌جیِ «در زمینه کشاورزی و غذا برای توسعه» دارای بیش از ۷۰ نمایندهُ پارلمانی و همکار به شمار می‌رود، همچنین دارای تعدادی از ذی‌نفعان خارجی از جمله سازمان‌های غیر دولتی، دانشگاه‌ها، مراکز تحقیقاتی علمی و سازمان‌های چند جانبه نیز هست.